# Yi In-seong
Yi In-seong (* 9. Dezember 1953 in Chinhae, Kyŏngsangnam-do) ist ein südkoreanischer Schriftsteller.

## Leben
Yi In-Seong wurde im Dezember 1953 in Chinhae geboren. Seine Familie war während des Koreakrieges in den Süden geflohen. Die Familie war tief christlich geprägt und er wuchs in einem puritanischen Familienmilieu auf. 1960, in dem Jahr, in dem die April-Revolution ausbrach, kam er in die Grundschule. Es folgten Besuche an der renommierten Kyŏnggi-Mittel- und Oberschule sowie der Seoul National University, an der er französische Literatur studierte. Auf Empfehlung eines Freundes hin wurde er an der Oberschule Mitglied eines Literaturkreises und begann so, sich für das Schreiben zu interessieren. Mit einer Erzählung, die er in der ersten Oberschulklasse verfasst hatte, erhielt er den Literaturpreis der Schule. Fortan richtete sich sein Interesse auf erzählende Literatur.
1973, im ersten Studienjahr an der Seoul National University, wurde er für seinen Erzählung Den Sommer verbringen mit dem Literaturpreis der Universität ausgezeichnet. Im darauf folgenden Jahr erhielt er für sein Werk Nur mein, nur mein, nur mein den Literaturpreis der Universitätszeitung. Im Herbst desselben Jahres gründete er mit Autorenkollegen die Zeitschrift Sprachforschung und trat einer Theatergruppe bei. Das Konzept für seinen Roman Jahreszeiten des Exils entstand während seiner Zeit als Reservist.
1980 debütierte er mit der ersten Folge des Fortsetzungsromans Jahreszeiten des Exils in der Frühlingsausgabe der von Romanisten gegründeten Vierteljahreszeitschrift „Munhak-kwa chisŏng“ (Literatur und Verstand). Im selben Jahr gab er seinen zweiten Roman Das Grab dieser Zeit heraus und im Februar des darauf folgenden Jahres erhielt er den Magistertitel mit einer Arbeit über Samuel Beckett. Im Jahre 1982 wurde er Professor für französische Literatur an der Fremdsprachenuniversität Hankuk. Während dieser Zeit gründete er mit Literaten wie Lee Seong-bok und Jung Kwari die Zeitschrift „Uri sedae munhak“ (Literatur unserer Zeit).
Die Militärdiktatur, die nach der blutigen Unterdrückung der Demokratiebewegung von Kwangju die Staatsmacht an sich gerissen hatte, zwang viele kritische Literaturzeitschriften wie „Ch'angjak-kwa pip'yŏng“ (Schaffen und Kritik) und „Munhak-kwa chisŏng“, bei denen Yi In-seong viele seiner Werke veröffentlicht hatte – so auch 1983 seinen ersten Romanband von Jahreszeiten des Exils –, ihr Erscheinen einzustellen. Von 1984 bis 1986 tastete er sich mit den Erzählungen Keine andere Wahl, Briefeschreiben, Über Dich, Deine Verhör, meine Aussage, Und um ihn zu verstehen, Fragen an Dich, der Du selbst bist an das Zeitgeschehen heran. 1988 veröffentlichte er Theorien zum Theater, eine Abhandlung über das französische Theater und 1989 gab er den Fortsetzungsroman Endlos tiefer Atem heraus, für den er mit dem Literaturpreis der Tageszeitung "Hankook Ilbo" ausgezeichnet wurde. Im selben Jahr begann er auch an seiner Alma Mater, der Seoul National University, französische Literatur zu lehren und begann mit seiner Doktorarbeit über den Entwicklungsprozess und die Bedeutung von Molières Dramen. Im Juni 1990 starb Literaturkritiker Kim Hyun. Yi In-Seong verbrachte die meiste Zeit mit der Kompilation von Kim Hyuns Gesamtwerk und nahm für eine Weile vom Schreiben Abstand. Stattdessen las er viele Gedichte. Die Erfahrung der Lyriklektüre schlägt sich später in seinem bekanntesten Roman Verrückt werden wollen und nicht verrückt werden können nieder.
Nach drei Jahren ohne Veröffentlichungen gab er 1991 den Roman Letzte Liebesphantasie heraus. 1992 folgte die literaturtheoretische Schrift Lustspiele für das Fest: Eine Untersuchung zu Molière, die auf seiner Magisterarbeit basiert. 1994 veröffentlichte er als Fortsetzungsroman Verrückt werden wollen und nicht verrückt werden können, an dem er zwei Jahre lang gearbeitet hatte. Der Roman wurde in Frankreich beendet. Nach seiner Rückkehr 1995 gab er das Werk beim Verlag „Munhak-kwa chisŏngsa“ als Monographie heraus. Von dieser Zeit an begann er sich mit dem Problem der 'Begierde' zu befassen. In diesem Kontext der Besinnung auf das Problem der 'Begierde' erschienen Experiment einer reinen Unsittlichkeit und Insel an der Flussmündung. Ende der 90er veröffentlichte er auch einige Aufsätze zur Erzähltheorie. Repräsentativ dafür sind Der Sprache, durch die Sprache, für die Sprache: Literatur im 21. Jahrhundert oder Widerstand der Pflanzlichkeit und Roman oder Selbstmord. 1999 gab Yi In-Seong seinen vierten Romanband von Insel an der Flussmündung heraus.

## Arbeiten

### Koreanisch
- 낯선 시간 속으로 (Jahreszeiten des Exils) Seoul: Munhak-kwa chisŏngsa 1983
- 한없이 낮은 숨결 (Endlos tiefer Atem) Seoul: Munhak-kwa chisŏngsa 1989
- 마지막 연애의 상상 (Letzte Liebesphantasie) Seoul: Sol 1992
- 미쳐버리고 싶은, 미쳐지지 않는 (Verrückt werden wollen und nicht verrückt werden können) Seoul: Munhak-kwa chisŏngsa 1995
- 강 어귀에 섬 하나 (Insel an der Flussmündung) Seoul: Munhak-kwa chisŏngsa 1999
- 식물성의 저항 (Widerstand der Pflanzlichkeit) (Prosaband) Seoul: Yŏllimwon 2000
- 축제를 향한 희극 : 몰리에르에 관한 한 연구 (Lustspiele für das Fest: Eine Untersuchung zu Molière) (Literaturtheorie) Seoul: Munhak-kwa chisŏngsa 1992

### Übersetzungen

#### Deutsch
- Jahreszeiten des Exils Edition Peperkorn, Thunum 2012 ISBN 9783929181869

#### Französisch
- Saisons d’exil, L’Harmattan, 2003
- Interdit de folie Imago, 2010
- Sept méandres pour une île Decrescenzo Éditeurs, 2013

## Auszeichnungen
- 2013 – Kim Yu-jŏng Literaturpreis
- 1989 – Koreanischer Literaturpreis für Autoren